# Robin van Persie
Robin van Persie (prononcé en néerlandais : [ˈrɔbɪɱ vɑm ˈpɛrsi] ), né le 6 août 1983 à Rotterdam aux Pays-Bas, est un footballeur international néerlandais qui évoluait au poste d'attaquant, reconverti entraîneur. Considéré comme l'un des meilleurs attaquants de sa génération, il est connu en tant que joueur pour son excellente technique de balle, sa vision du jeu et ses qualités de finition.
Évoluant initialement comme ailier, il fait ses débuts professionnels dans son club formateur du Feyenoord Rotterdam où il remporte la Coupe UEFA 2002 et est nommé au titre du Soulier d'or néerlandais. Après trois saisons, il signe en 2004 avec le club anglais d'Arsenal et est replacé comme attaquant axial par l'entraîneur Arsène Wenger. Il devient l'un des meilleurs buteurs de Premier League et le capitaine des Gunners en 2011-2012, saison lors de laquelle il est meilleur buteur du championnat, mais ne remporte pas de trophées majeurs hormis la FA Cup. En 2012, il rejoint le club rival de Manchester United et remporte dès sa première saison le championnat où il est une nouvelle fois sacré meilleur buteur. Les années suivantes sont plus contrastées et marquées par plusieurs blessures. En 2015, il part au Fenerbahçe SK pour deux saisons, puis retourne au Feyenoord, remportant la Coupe des Pays-Bas, avant de raccrocher les crampons en 2019.
Sélectionné avec l'équipe nationale à partir de 2005, Robin van Persie dispute la Coupe du monde 2006, 2010 et 2014 ainsi que l'Euro 2008 et 2012. Il est un élément clé de la génération néerlandaise qui atteint la finale de la Coupe du monde 2010, aux côtés de Wesley Sneijder et Arjen Robben. Cumulant 50 buts en 102 sélections, il est le meilleur buteur de l'histoire de l'équipe des Pays-Bas.
En 2020, il est recruté par Dick Advocaat pour devenir entraîneur des attaquants du Feyenoord Rotterdam. En 2024, il devient entraîneur de club pour la première fois, au SC Heerenveen. En 2025, il est nommé entraîneur du Feyenoord Rotterdam.

## Biographie

### En club

#### Formation et débuts aux Pays-Bas
Robin van Persie rejoint à 11 ans le club d'Excelsior Rotterdam mais à cause de mauvaises relations avec le staff du club, il part pour l'autre club de Rotterdam, le Feyenoord, à l'âge de 16 ans.

#### Révélation au Feyenoord (1999-2004)
Il signe son premier contrat professionnel en 2001, et ses bonnes premières prestations lui permettent de jouer avec l'équipe des Pays-Bas des moins de 19 ans. Il joue son premier match en professionnel le 3 février 2002, lors d'une rencontre de championnat face au Roda JC. Il entre en jeu à la place de Jon Dahl Tomasson lors de cette rencontre remportée par le Feyenoord sur le score de cinq buts à zéro.
Robin van Persie est élu Meilleur espoir du Championnat des Pays-Bas et remporte la Coupe UEFA lors de la saison 2001-2002. Blessé durant l'été 2002, il marque tout de même dix buts en 23 matchs de championnat lors de la saison suivante et joue deux matchs de Ligue des champions. Le 6 février 2003, il inscrit cinq buts en Coupe des Pays-Bas face à AGOVV Apeldoorn (6-1, score final). Le club échoue en finale de cette compétition face au FC Utrecht (4-1, score final).
Le Feyenoord termine troisième lors des trois saisons durant lesquelles il évolue au club. Après de multiples conflits avec son entraîneur Bert van Marwijk et les supporters, Robin van Persie quitte Rotterdam à l'issue d'une convenable saison 2003-2004.

#### Van Persie à Arsenal (2004-2012)

##### Confirmation aux côtés des grands (2004-2008)
Déjà sur les rangs lors du marché des transferts hivernal, Arsenal FC obtient finalement la signature de Robin van Persie en mai 2004. Arsène Wenger, l'entraîneur d'Arsenal, espère à long terme faire de lui le prochain Dennis Bergkamp. Le 8 août 2004, le jeune néerlandais prend part à son premier match avec le club londonien lors du Community Shield remporté par les Gunners aux dépens de Manchester United (victoire, 3-1).
Il passe le début de la saison 2004-2005 sur le banc des remplaçants notamment à cause de son expulsion contre le Southampton FC qui coûte la victoire à son club. Titularisé par Wenger après la blessure de Thierry Henry, Robin van Persie réussit à marquer une série de buts dont un doublé en Coupe d'Angleterre contre les Blackburn Rovers. Il marque aussi un but face à West Bromwich Albion qui permet à Arsenal d'assurer la seconde place du championnat.
Robin van Persie marque le premier but de la saison 2005-2006 et est élu Joueur du mois en novembre 2005.

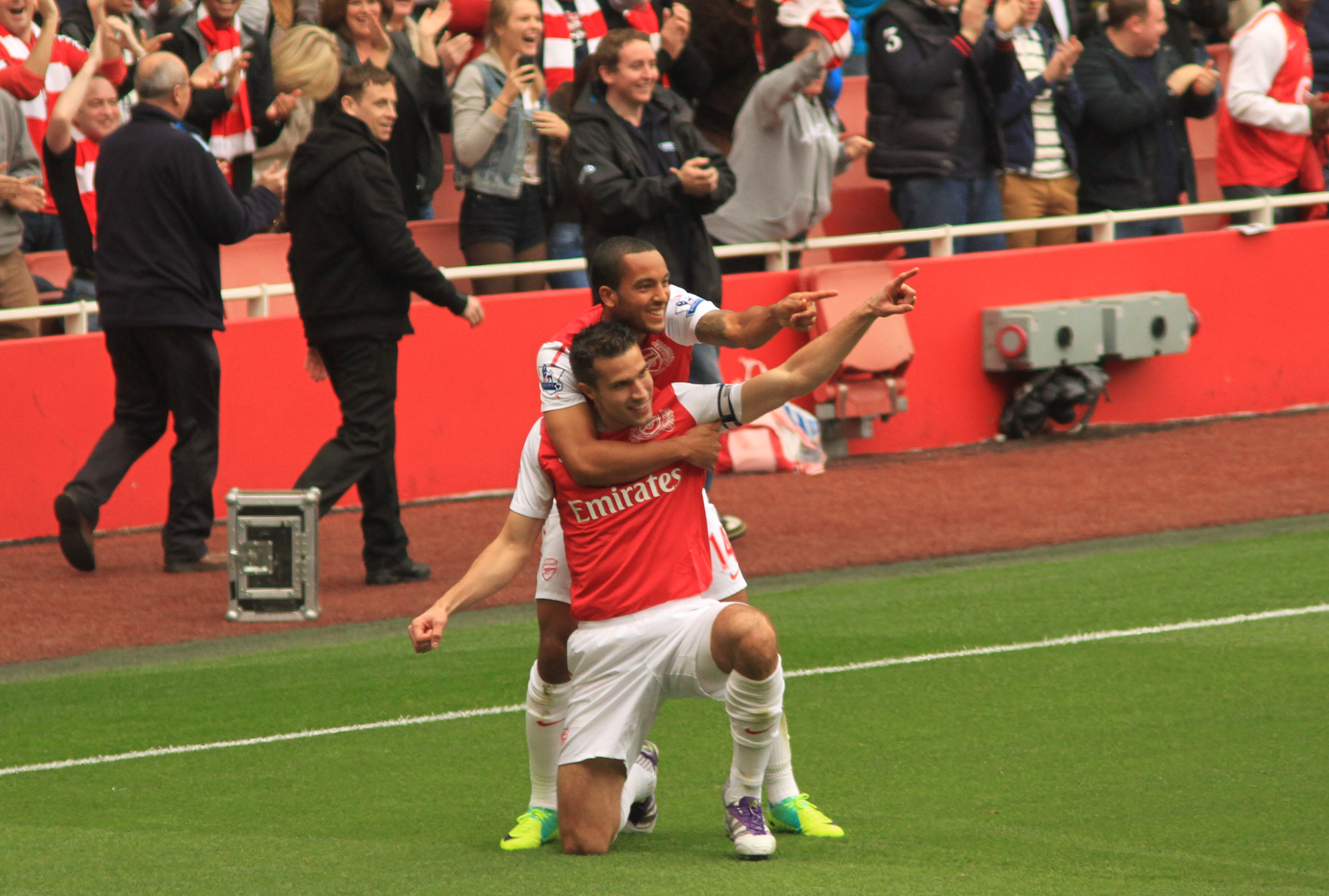
Robin van Persie avec Arsenal, célébrant un but en compagnie de Theo Walcott (2011).

La saison suivante, son but contre Charlton Athletic est élu But du mois par la BBC. Peu de temps après, il marque cinq buts en quatre matches mais sa saison est entachée par des blessures. Le 21 janvier 2007, il fait son retour contre Manchester United à l'Emirates Stadium où il entre en cours de jeu et marque à la 84e minute. Il se blesse au cinquième métatarse lors de la célébration de son but, une blessure qui met fin à sa saison.

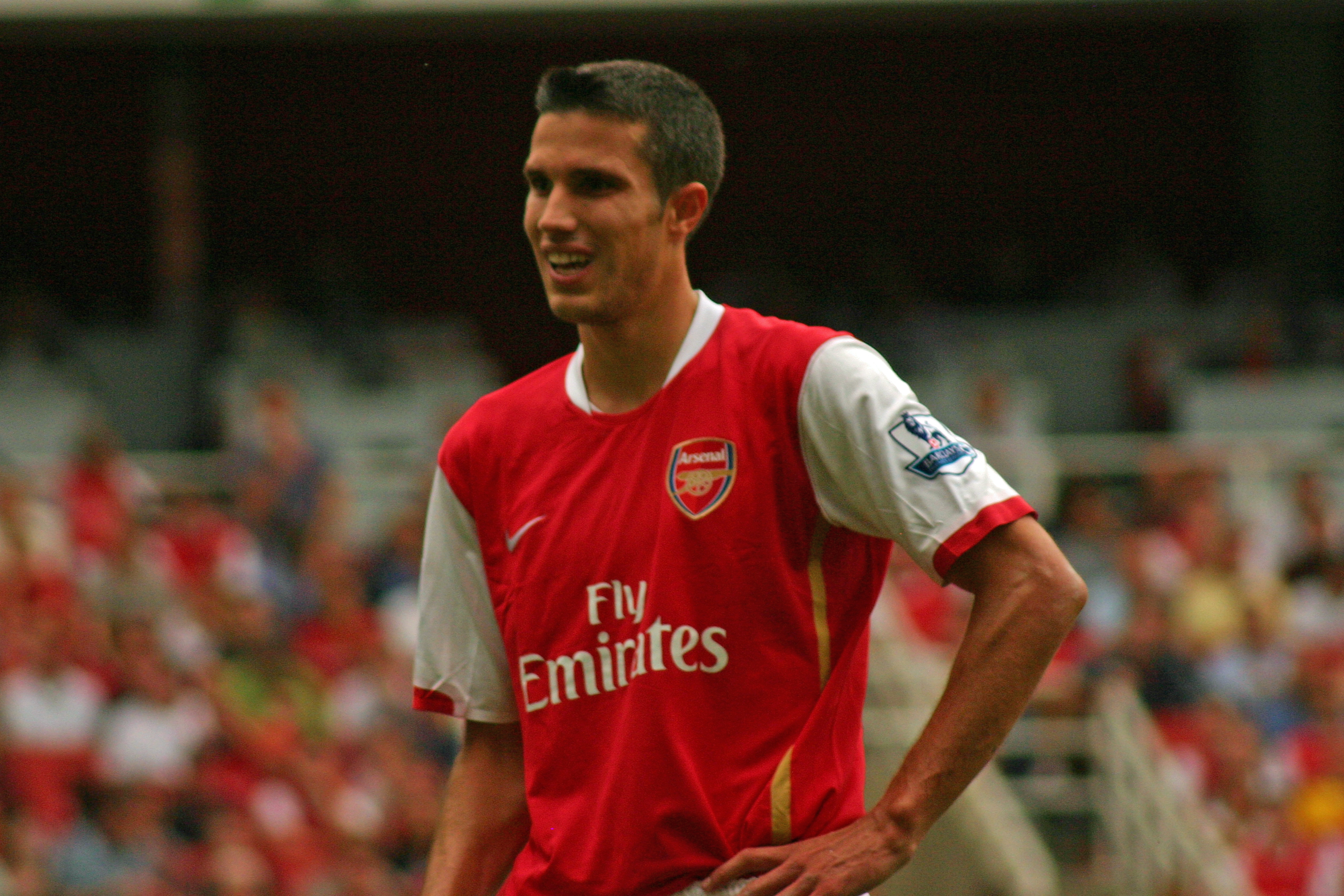
Robin van Persie sous les couleurs d'Arsenal lors d'un match contre le Fulham FC (2007).

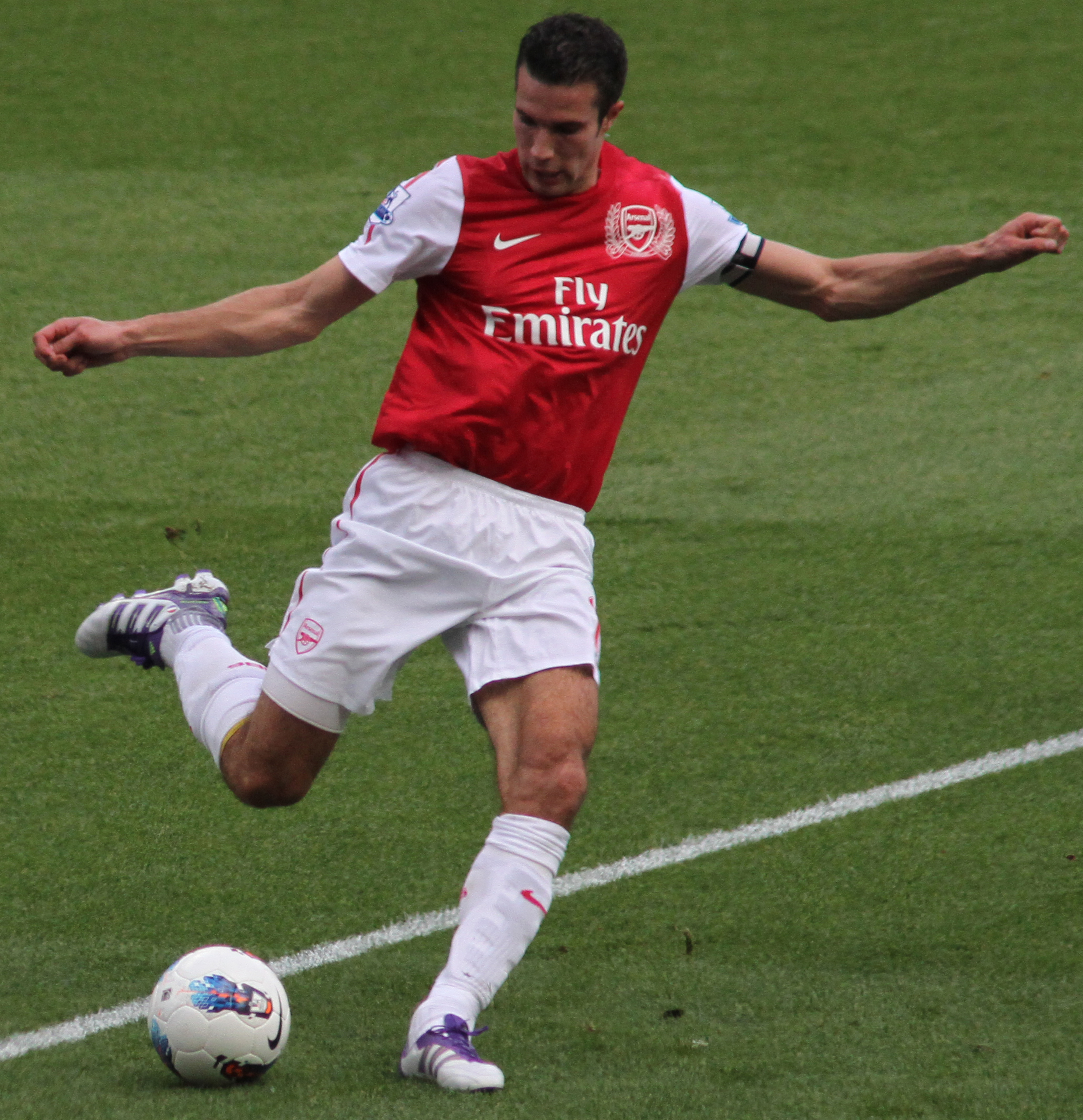
Robin van Persie avec les Gunners pendant un match contre Swansea City (2011).

Après le départ de Thierry Henry, le club londonien attend beaucoup de Robin van Persie pour la saison 2007-2008. Il fait un début de saison fracassant et son duo formé avec Emmanuel Adebayor est qualifié de redoutable. Les Gunners enchaînent les bons résultats et se retrouvent en tête du classement.

##### Star de l'équipe (2008-2012)
L'attaquant néerlandais termine meilleur passeur de Premier League lors de la saison 2008-2009 avec dix passes décisives.
Conséquence d'une blessure à la cheville contractée lors d'un match amical avec sa sélection contre l'Italie, il rate une grosse partie de la saison 2009-2010. Il déclare alors que « cette blessure est très frustrante car il est à son meilleur niveau à tel point que son entraîneur Arsène Wenger n'arrête pas de lui faire des compliments en conférence de presse ». Le 14 avril 2010, l'attaquant néerlandais fait son retour, lors du derby londonien Tottenham Hotspur - Arsenal (2-1).
Avant le début de la saison 2010-2011, il hérite du numéro 10, porté précédemment par la légende néerlandaise Dennis Bergkamp. Le 28 août 2010, il fait sa 200e apparition sous le maillot des Gunners mais se blesse à la cheville lors de ce match. Il est absent des terrains durant plus de deux mois et fait son retour le 7 novembre lors de la défaite d'Arsenal face à Newcastle United (1-0).
Le 1er janvier 2011, Robin van Persie marque son premier but de la saison lors de la victoire (3-0) à Birmingham City. Deux semaines plus tard, il s'offre un doublé lors de la confortable victoire d'Arsenal contre West Ham United (3-0). Ces deux buts font de lui le quatrième joueur néerlandais à dépasser les cinquante buts en Premier League. Le 22 janvier 2011, il marque le premier triplé de sa carrière face à Wigan Athletic (victoire, 3-0). Robin van Persie continue de prouver qu'il est en grande forme en marquant un doublé contre Newcastle United (score final, 4-4) le 5 février 2011, puis le but égalisateur lors du huitième de finale aller de la Ligue des champions à l'Emirates Stadium face au FC Barcelone (2-1 score final).
Le 27 février 2011, il inscrit le but égalisateur contre Birmingham City en finale de la League Cup, sans parvenir à empêcher la défaite de son équipe (2-1). Au cours de la rencontre, le Néerlandais se blesse au genou et est annoncé indisponible durant au moins quatre semaines. Cependant, à la surprise générale, il est titularisé dès le 8 mars 2011 à l'occasion des huitièmes de finale retour de la Ligue des champions contre le FC Barcelone. Pendant la rencontre, le buteur néerlandais, déjà averti, écope d'un second carton jaune pour avoir tiré au but malgré le coup de sifflet de l'arbitre. Très contestée par l'intéressé lui-même et par Arsène Wenger notamment, son expulsion contribue à la défaite (1-3) d'Arsenal et l'élimination des Gunners de la compétition.
Robin van Persie enchaîne les buts en fin de saison et marque neuf fois en neuf matchs consécutifs à l'extérieur, battant le record précédemment détenu par Didier Drogba. Il termine la saison sur la troisième marche du podium des meilleurs buteurs de Premier League avec 18 réalisations. Le 16 août 2011, il est nommé capitaine d'Arsenal par Arsène Wenger à la suite du départ de Cesc Fàbregas vers le FC Barcelone.
Le 24 septembre 2011, il marque son centième but toutes compétitions confondues sous le maillot des Gunners lors du match comptant pour la 6e journée de Premier League face à Bolton Wanderers (victoire, 3-0). Le 16 octobre 2011, auteur d'un doublé synonyme de victoire pour Arsenal lors de la 8e journée de Premier League face au Sunderland AFC (2-1), Robin van Persie entre un peu plus dans l'histoire du club londonien en inscrivant la première réalisation de la rencontre après seulement 29 secondes de jeu. En effet, le Néerlandais devient le buteur le plus rapide de l'histoire d'Arsenal en Premier League et détrône de ce fait Marouane Chamakh, qui possédait le record depuis novembre 2010 après son but marqué en 38 secondes.
Le 29 octobre 2011, il inscrit un triplé lors de la victoire d'Arsenal contre le Chelsea FC à Stamford Bridge (10e journée, 3-5), ce qui relance son équipe vers le haut du tableau après un début de saison difficile. Le dernier but des Gunners en 2011 est marqué par l'attaquant néerlandais lors de la victoire (1-0) des siens face à Queens Park Rangers le 31 décembre 2011. Ce but marque la fin d'une année calendaire prolifique pour Robin van Persie (35 buts en 36 matches en Premier League) qui arrête son compteur à une longueur du record du nombre de buts inscrits sur une année par un joueur évoluant en Premier League détenu par Alan Shearer. Il dépasse cependant Thierry Henry, qui détenait le record du club londonien (34 buts en 2004).
Ses excellentes performances lors de la saison 2011-2012 lui permettent de remporter le trophée du Joueur de l'année PFA de Premier League ainsi que le trophée du Footballeur de l'année de la FWA. Il figure également dans l'équipe type de Premier League de la saison et termine meilleur buteur du championnat avec 30 buts après avoir pris part à l'intégralité des rencontres des Gunners en Premier League. À l'issue de la saison, Robin van Persie annonce son intention de ne pas prolonger son contrat, ce dernier courant jusqu'en juin 2013.
Ces performances attisent l'intérêt de plusieurs clubs durant l'intersaison, dont Manchester City, Manchester United et la Juventus FC mais ce sont finalement les Red Devils qui remportent la donne puisque le club mancunien, le 15 août 2012, annonce avoir trouvé un accord de principe avec Arsenal. Le capitaine d'Arsenal quitte donc le club londonien après 133 buts marqués en 278 matchs toutes compétitions confondues en l'espace de huit saisons.

#### Consécration à Manchester United (2012-2015)

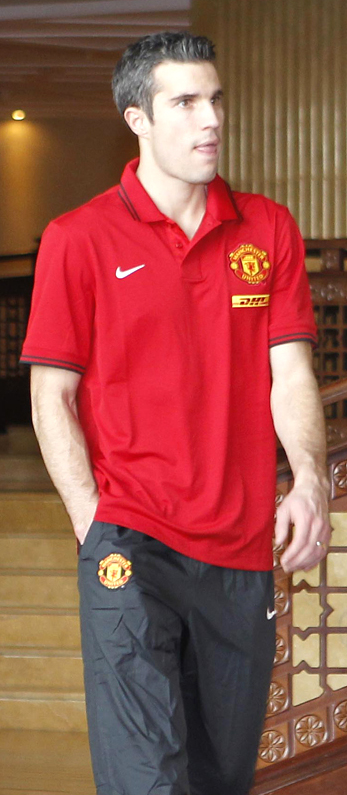
Robin van Persie avec Manchester United (2013).

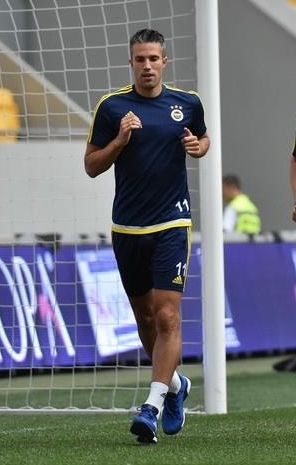
Robin van Persie sous les couleurs du Fenerbahçe SK à l'entraînement (2015).

Le 17 août 2012, Robin van Persie paraphe son contrat de quatre ans avec Manchester United,,. Cette signature fera beaucoup parler, les supporters d'Arsenal le considérant comme un traître, allant même jusqu'à brûler son maillot de l'année précédente[réf. nécessaire].
Il prend part à son premier match sous le maillot des Red Devils en entrant à la 68e minute du match comptant pour la première journée de Premier League face au Everton FC (défaite, 1-0). Huit jours plus tard, il marque son premier but sous le maillot des Red Devils lors de la rencontre comptant pour la 2e journée de Premier League face au Fulham FC (victoire, 3-2). Le 2 septembre 2012, Robin van Persie inscrit un triplé lors de la journée suivante contre le Southampton FC et permet à Manchester United de remporter le match (2-3). Le 29 octobre 2012, il fait partie des 23 nommés au Ballon d'or. Lors de la phase aller du championnat, il marque face au Liverpool FC, Chelsea, Arsenal et Manchester City.
Le 14 avril 2013, il signe son premier but après une longue disette de 2 mois face à Stoke City (victoire, 2-0). Il enchaînera ensuite en marquant contre West Ham United (2-2). Le 22 avril 2013, à Old Trafford, il signe son 2e hat-trick de la saison. Cette performance permet à Manchester United de remporter son 20e titre de Premier League. Le 11 août 2013, lors du Community Shield, il marque un doublé contre Wigan Athletic (victoire, 2-0) et permet à Manchester United de remporter son premier trophée de la saison. Le 19 mars 2014, il inscrit un triplé contre l'Olympiakós (victoire, 3-0) qui permet à Manchester United de se qualifier pour les quarts de finale de la Ligue des champions, où il affronte son coéquipier des Pays-Bas Arjen Robben dans le choc Manchester United - Bayern Munich où le club anglais est éliminé (1-1 à l'aller, 3-1 au retour pour les Allemands).

#### Relance au Fenerbahçe SK (2015-2018)
Le 14 juillet 2015, Robin van Persie rejoint le Fenerbahçe SK pour trois ans. Le 20 août 2015, il marque son premier but sous ses nouvelles couleurs lors d'une rencontre qualificative pour la phase de groupe de la Ligue Europa 2015-2016 face à l'Atromitos Athènes. Entré en jeu à la place de Moussa Sow à dix minutes de la fin du temps réglementaire, il donne la victoire d'un but de la tête en marquant le seul but de la partie. 
Lors de sa première saison, malgré de multiples tensions avec son entraîneur qui le titularise rarement, il marque 16 buts en 31 matchs de championnat ce qui lui permet de finir 5e meilleur buteur du championnat turc, derrière notamment deux anciennes gloires : Mario Gomez et Samuel Eto'o. Le Néerlandais affiche un total de 47 matchs pour 22 buts toutes compétitions confondues lors de sa première saison, ce qui fait de lui le deuxième meilleur buteur de son équipe sur la saison, derrière son coéquipier Fernandão (25 buts). Il commence la saison 2016-2017 en enchaînant des prestations anecdotiques lors des premières journées, pour finalement débloquer son compteur face à Ankaraspor, lors de la 6e journée de championnat.
Il marque ensuite un but à l'extérieur face à son ancien club, Manchester United en Ligue Europa, mais ne peut empêcher la défaite de son équipe. Il réalise un doublé à domicile pour son équipe qui l'emporte 5-0 face au Kardemir Karabükspor, lors de la 8e journée. Il enchaîne en marquant sur le terrain d'Akhisar Belediyespor la semaine suivante. Lors du choc face au rival du Galatasaray SK, le 20 novembre 2015, il devient le héros du match en réalisant un doublé qui permet au Fenerbahçe de remporter le derby stambouliote (victoire, 2-0). Le 5 février 2017, il s'illustre également sur la pelouse du Beşiktaş JK, l'autre grand rival des Canaris Jaunes, lors d'un match de Coupe de Turquie à élimination directe. Il provoque d'abord l'exclusion du défenseur adverse Duško Tošić pour ensuite inscrire le seul but de la rencontre, ce qui permet au Fenerbahçe d'éliminer le Beşiktaş JK de la compétition et de devenir par la même occasion le premier club à vaincre les Aigles Noirs au Stade Beşiktaş, nouveau stade du Beşiktaş JK, inauguré en 2016.

#### Retour à Feyenoord (2018-2019)
Le 19 janvier 2018, Robin van Persie revient à Feyenoord, qui a été son premier club professionnel.  Quatorze ans après avoir quitté Rotterdam et son club formateur de Feyenoord, avec qui il avait remporté la Coupe de l’UEFA lors de la saison 2001-2002 face au Borussia Dortmund, Seulement cinquième d’Eredivisie cette saison, le retour de l’enfant prodige devrait sans nul doute apporter un second souffle au champion en titre. Entré en jeu à un quart d'heure de la fin du match contre le FC Groningue, il marque son premier but pour sa quatrième apparition et participe à la victoire de son équipe (3-0). Le 18 mars 2018, il se fait remarquer en réalisant un doublé face au PEC Zwolle, en championnat. Il contribue ainsi à la victoire des siens (3-4). Dès sa première saison il contribue au succès de son équipe, menant le Feyenoord en finale de la coupe des Pays-Bas 2017-2018, qui a lieu le 22 avril 2018 contre l'AZ Alkmaar. Titulaire lors de cette finale, il marque un but et son équipe l'emporte par trois à zéro.
En août 2018, il est désigné capitaine de l'équipe. Robin van Persie marque un doublé face à l’Ajax Amsterdam, Feyenoord l'emportant à domicile (6-2).  Le 12 mai 2019, il annonce sa retraite aux médias sportifs néerlandais après la défaite de Feyenoord contre ADO La Haye (0-2).

### En sélection nationale

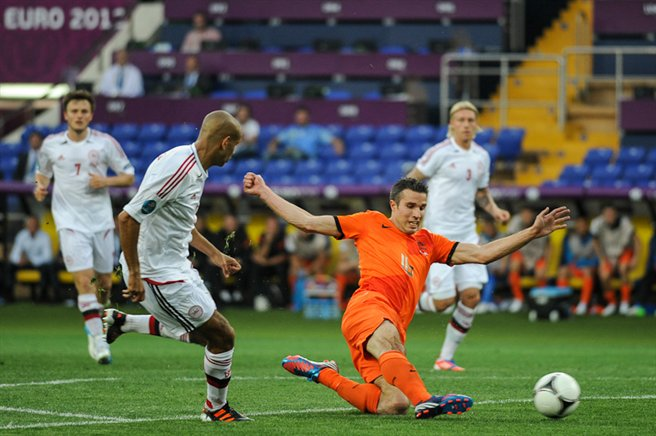
Robin van Persie tombe après un tir contre le Danemark, à l'Euro 2012.

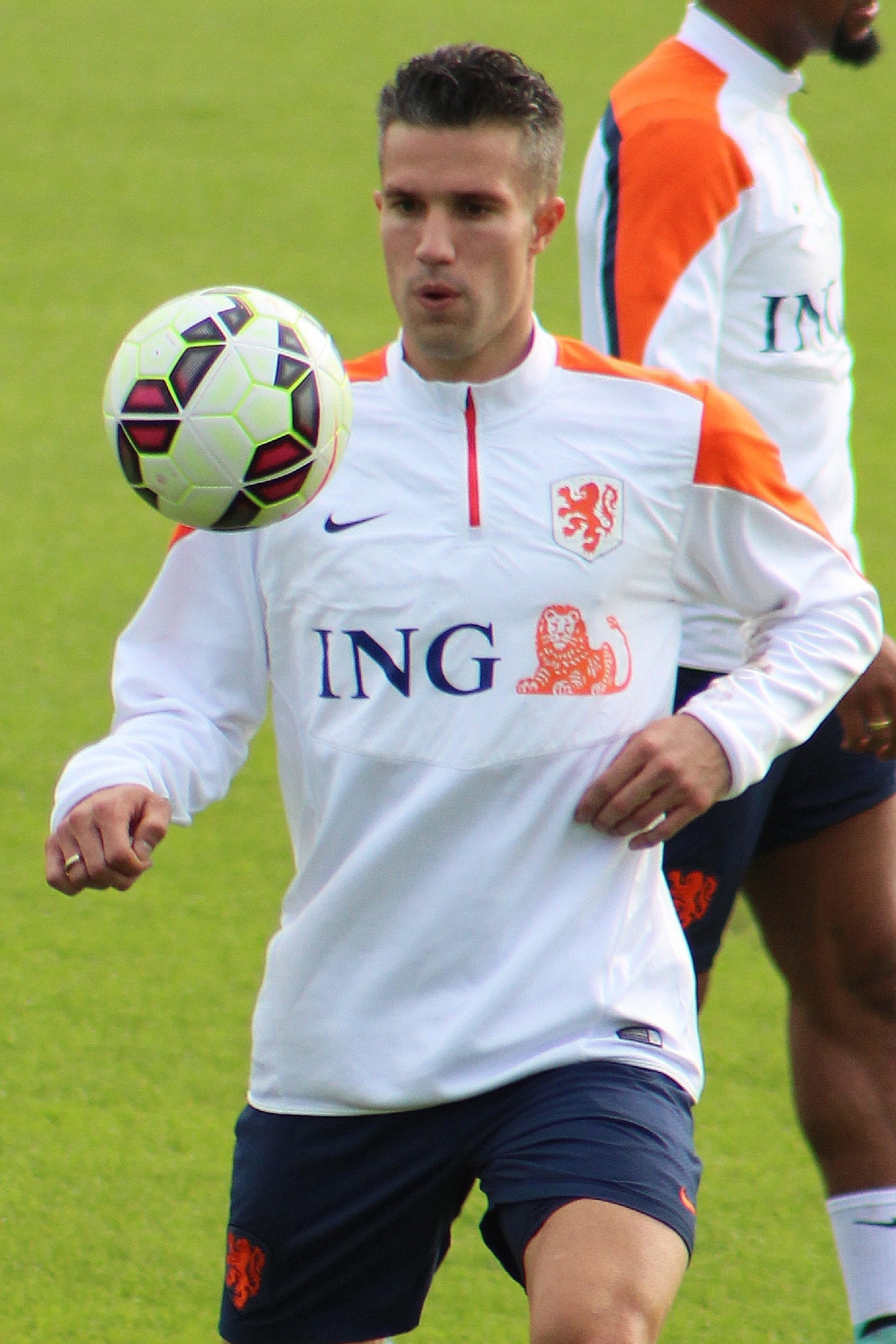
Robin van Persie à l'entraînement avec l'équipe des Pays-Bas (2014).

Peu après avoir signé son premier contrat professionnel en 2001, ses bonnes premières prestations lui permettent de jouer avec l'équipe des Pays-Bas des moins de 19 ans puis celle des espoirs.
Le 4 juin 2005, Robin van Persie joue son premier match international contre la Roumanie (victoire, 2-0). Quatre jours plus tard, il inscrit son premier but en sélection contre la Finlande. Entré en jeu à la place de Ruud van Nistelrooy, il participe à la victoire de son équipe ce jour-là (4-0, score final).
Bien qu'il ne soit pas titulaire à Arsenal, il fait partie des 23 joueurs néerlandais sélectionnés pour participer à la Coupe du monde 2006 qui a lieu en Allemagne. Il marque son premier but dans cette compétition contre la Côte d'Ivoire sur coup franc. Les Pays-Bas se font cependant éliminer en huitièmes de finale par le Portugal (0-1).
Durant les qualifications pour l'Euro 2008, il marque deux buts lors du match face à la Biélorussie (victoire, 3-0) . Il marque ensuite le but néerlandais contre la Bulgarie (match nul, 1-1) ainsi que contre l'Albanie (victoire, 2-1) quelques jours plus tard. Sélectionné pour l'Euro 2008, il marque successivement deux buts contre la France et la Roumanie lors des phases de poules. 
Les Pays-Bas se qualifient aisément pour le Mondial 2010, qui a lieu en Afrique du Sud, en remportant leurs huit matchs. Robin van Persie marque un but lors de la victoire des Oranje sur l'Écosse (3-0). Les Néerlandais perdent en finale contre l'Espagne (1-0). Lors de la compétition, il marque un but lors de la victoire néerlandaise face au Cameroun lors de la dernière journée des phases de poules.
Le 2 septembre 2011, Robin van Persie marque un quadruplé et participe grandement à la victoire historique des siens lors du match comptant pour les éliminatoires de l'Euro 2012 face à Saint-Marin (11-0). Lors de l'Euro 2012, il marque un but face à l'Allemagne en phase de poules mais ne peut empêcher la défaite de son équipe.  
Le 26 mars 2013, Robin van Persie inscrit un doublé contre la Roumanie, les Pays-Bas s'impose quatre buts à zério. Le 11 juin 2013, lors d'une confrontation entre la Chine et les Pays-Bas, il est promu capitaine des Pays-Bas par Louis van Gaal au détriment de Wesley Sneijder. Il inscrit sur penalty le 35e but de sa carrière internationale, égalant ainsi le total de Ruud van Nistelrooy qui occupait la 3e position des recordmans de buts de l'histoire de la sélection néerlandaise.
Le 10 septembre 2013, van Persie réalise un doublé contre Andorre, permettant à son équipe de s'imposer (0-2 score final). Lors du rassemblement suivant, le 11 octobre 2013, Robin van Persie inscrit un triplé contre la Hongrie, lors d'une victoire des Oranje par huit buts à un. et devient le recordman de buts de l'histoire de la sélection néerlandaise.
Le 13 juin 2014, pour le premier match des Pays-Bas durant la Coupe du monde 2014 au Brésil, contre l'Espagne, Robin van Persie marque un doublé (44e (considéré comme le deuxième plus beau but de la compétition) et 72e), permettant à son équipe de gagner sur le score fleuve de cinq buts à un contre les tenants du titre mondial. Il récidive de nouveau lors du match suivant face à l'Australie sur une passe décisive de Memphis Depay. Enfin, il marque un dernier but face au Brésil lors d'un match comptant pour la 3e place. Il finit la compétition avec un total de 4 buts, ce qui en fait le meilleur buteur de la sélection néerlandaise devant Arjen Robben (3 buts) et au même total que Lionel Messi et Neymar.
Les Pays-Bas ne parviennent à se qualifier à l'Euro 2016 qui a lieu en France, leur campagne de qualification se clôturant le 13 octobre 2015 à l'issue d'une défaite face à la République tchèque (2-3), où Robin van Persie inscrit un but et un but contre son camp.
Le 31 août 2017, après près de deux ans d'absence, il fait son retour en équipe nationale à l'occasion d'un match de qualification pour la Coupe du monde 2018 face à la France (défaite, 4-0), en rentrant en jeu pour Vincent Janssen.

### Reconversion comme entraîneur
En mars 2020, l'ancien joueur se reconvertit comme entraîneur des attaquants du Feyenoord Rotterdam.
Le 17 mai 2024, Robin van Persie est nommé en tant qu'entraîneur du SC Heerenveen,. Première expérience d'entraîneur principal, il prendra ses fonctions à partir de la saison prochaine,. Le 11 août 2024, pour son premier match à la tête du SC Heerenveen, il affronte l'Ajax Amsterdam et perd le match sur le score d'un but à zéro.
Le 23 février 2025, il est nommé entraîneur du Feyenoord Rotterdam, succédant à l'intérimaire Pascal Bosschaart,,. Le 1er mars 2025, son équipe fait match nul contre NEC Nimègue.

## Statistiques

### Statistiques détaillées
| Saison                | Club                  | Championnat           | Championnat | Championnat | Championnat | Coupe nationale | Coupe nationale | Coupe nationale | Coupe de la Ligue | Coupe de la Ligue | Coupe de la Ligue | Supercoupe | Supercoupe | Supercoupe | Compétition(s) continentale(s) | Compétition(s) continentale(s) | Compétition(s) continentale(s) | Compétition(s) continentale(s) | Pays-Bas | Pays-Bas | Pays-Bas | Total | Total | Total |
| Saison                | Club                  | Division              | M.          | B.          | P.d.        | M.              | B.              | P.d.            | M.                | B.                | P.d.              | M.         | B.         | P.d.       | Comp.                          | M.                             | B.                             | P.d.                           | M.       | B.       | P.d.     | M.    | B.    | P.d.  |
| 2001-2002             | Feyenoord Rotterdam   | Erevidisie            | 10          | 0           | 2           | -               | -               | -               | -                 | -                 | -                 | -          | -          | -          | C3                             | 7                              | 0                              | 2                              | -        | -        | -        | 17    | 0     | 4     |
| 2002-2003             | Feyenoord Rotterdam   | Erevidisie            | 23          | 8           | 1           | 3               | 7               | 0               | -                 | -                 | -                 | -          | -          | -          | C1                             | 2                              | 0                              | 0                              | -        | -        | -        | 28    | 15    | 1     |
| 2003-2004             | Feyenoord Rotterdam   | Erevidisie            | 28          | 6           | 6           | 2               | 0               | 0               | -                 | -                 | -                 | -          | -          | -          | C3                             | 3                              | 0                              | 0                              | -        | -        | -        | 33    | 6     | 6     |
| Sous-total            | Sous-total            | Sous-total            | 61          | 14          | 9           | 5               | 7               | 0               | -                 | -                 | -                 | -          | -          | -          | -                              | 12                             | 0                              | 2                              | -        | -        | -        | 78    | 21    | 11    |
| 2004-2005             | Arsenal FC            | PL                    | 26          | 5           | 0           | 5               | 3               | 0               | 3                 | 1                 | 0                 | 1          | 0          | 0          | C1                             | 6                              | 1                              | 0                              | 2        | 1        | 1        | 43    | 11    | 1     |
| 2005-2006             | Arsenal FC            | PL                    | 24          | 5           | 1           | 2               | 0               | 0               | 4                 | 4                 | 0                 | 1          | 0          | 0          | C1                             | 7                              | 2                              | 0                              | 12       | 1        | 2        | 50    | 12    | 3     |
| 2006-2007             | Arsenal FC            | PL                    | 22          | 12          | 7           | 3               | 0               | 0               | -                 | -                 | -                 | -          | -          | -          | C1                             | 8                              | 2                              | 1                              | 5        | 5        | 2        | 38    | 19    | 10    |
| 2007-2008             | Arsenal FC            | PL                    | 15          | 7           | 3           | -               | -               | -               | 1                 | 0                 | 0                 | -          | -          | -          | C1                             | 7                              | 2                              | 2                              | 9        | 2        | 1        | 32    | 11    | 6     |
| 2008-2009             | Arsenal FC            | PL                    | 28          | 11          | 10          | 6               | 4               | 1               | -                 | -                 | -                 | -          | -          | -          | C1                             | 10                             | 5                              | 2                              | 9        | 4        | 0        | 53    | 24    | 13    |
| 2009-2010             | Arsenal FC            | PL                    | 16          | 9           | 7           | -               | -               | -               | -                 | -                 | -                 | -          | -          | -          | C1                             | 4                              | 1                              | 1                              | 14       | 6        | 2        | 34    | 16    | 10    |
| 2010-2011             | Arsenal FC            | PL                    | 25          | 18          | 7           | 4               | 3               | 0               | 3                 | 2                 | 0                 | -          | -          | -          | C1                             | 3                              | 3                              | 0                              | 5        | 2        | 1        | 40    | 28    | 8     |
| 2011-2012             | Arsenal FC            | PL                    | 38          | 30          | 9           | 2               | 2               | 0               | -                 | -                 | -                 | -          | -          | -          | C1                             | 8                              | 5                              | 0                              | 12       | 8        | 3        | 60    | 45    | 12    |
| Sous-total            | Sous-total            | Sous-total            | 194         | 96          | 44          | 18              | 10              | 1               | 11                | 6                 | 0                 | 2          | 0          | 0          | -                              | 53                             | 20                             | 6                              | 68       | 29       | 12       | 346   | 161   | 63    |
| 2012-2013             | Manchester United     | PL                    | 38          | 26          | 9           | 4               | 1               | 0               | -                 | -                 | -                 | -          | -          | -          | C1                             | 6                              | 3                              | 0                              | 8        | 6        | 2        | 56    | 36    | 11    |
| 2013-2014             | Manchester United     | PL                    | 21          | 12          | 3           | 2               | 2               | -               | -                 | -                 | -                 | 1          | 2          | 0          | C1                             | 6                              | 4                              | 0                              | 15       | 12       | 1        | 45    | 32    | 4     |
| 2014-2015             | Manchester United     | PL                    | 27          | 10          | 2           | 2               | 0               | 1               | -                 | -                 | -                 | -          | -          | -          | -                              | -                              | -                              | -                              | 7        | 2        | 2        | 36    | 12    | 5     |
| Sous-total            | Sous-total            | Sous-total            | 86          | 48          | 14          | 6               | 1               | 1               | -                 | -                 | -                 | 1          | 2          | 0          | -                              | 12                             | 7                              | 0                              | 30       | 20       | 5        | 135   | 78    | 20    |
| 2015-2016             | Fenerbahçe            | Süperlig              | 31          | 23          | 3           | 5               | 5               | 0               | -                 | -                 | -                 | -          | -          | -          | C1+C3                          | 1+11                           | 0+1                            | 0                              | 3        | 1        | 0        | 51    | 30    | 3     |
| 2016-2017             | Fenerbahçe            | Süperlig              | 24          | 9           | 3           | 4               | 4               | 1               | -                 | -                 | -                 | -          | -          | -          | C3                             | 7                              | 1                              | 0                              | 0        | 0        | 0        | 35    | 14    | 4     |
| 2017-2018             | Fenerbahçe            | Süperlig              | 2           | 0           | 0           | -               | -               | -               | -                 | -                 | -                 | -          | -          | -          | C1                             | 2                              | 0                              | 0                              | 1        | 0        | 0        | 5     | 0     | 0     |
| Sous-total            | Sous-total            | Sous-total            | 57          | 25          | 6           | 9               | 9               | 1               | -                 | -                 | -                 | -          | -          | -          | -                              | 21                             | 2                              | 0                              | 4        | 1        | 0        | 91    | 37    | 7     |
| 2017-2018             | Feyenoord Rotterdam   | Erevidisie            | 12          | 5           | 1           | 2               | 2               | 0               | -                 | -                 | -                 | -          | -          | -          | C1                             | 2                              | 0                              | 0                              | -        | -        | -        | 16    | 7     | 1     |
| 2018-2019             | Feyenoord Rotterdam   | Erevidisie            | 25          | 16          | 5           | 4               | 2               | 0               | -                 | -                 | -                 | 1          | 0          | 0          | C3                             | 1                              | 0                              | 0                              | -        | -        | -        | 31    | 18    | 5     |
| Sous-total            | Sous-total            | Sous-total            | 37          | 21          | 6           | 6               | 4               | 0               | -                 | -                 | -                 | 1          | 0          | 0          | -                              | 3                              | 0                              | 0                              | -        | -        | -        | 47    | 25    | 6     |
| Total sur la carrière | Total sur la carrière | Total sur la carrière | 435         | 204         | 79          | 44              | 31              | 3               | 11                | 6                 | 0                 | 4          | 2          | 0          | -                              | 101                            | 29                             | 8                              | 102      | 50       | 17       | 697   | 322   | 107   |

### Buts en sélection
|    | Date              | Lieu                            | Adversaire           | Score final | Compétition                       |
| -- | ----------------- | ------------------------------- | -------------------- | ----------- | --------------------------------- |
| 1  | 8 juin 2005       | Helsinki (Finlande)             | Finlande             | 0-4         | Éliminatoires Coupe du monde 2006 |
| 2  | 16 juin 2006      | Stuttgart (Allemagne)           | Côte d'Ivoire        | 2-1         | Coupe du monde 2006               |
| 3  | 16 août 2006      | Dublin (Irlande)                | République d'Irlande | 0-4         | Match amical                      |
| 4  | 6 septembre 2006  | Eindhoven (Pays-Bas)            | Biélorussie          | 3-0         | Éliminatoires Euro 2008           |
| 5  | 6 septembre 2006  | Eindhoven (Pays-Bas)            | Biélorussie          | 3-0         | Éliminatoires Euro 2008           |
| 6  | 7 octobre 2006    | Sofia (Bulgarie)                | Bulgarie             | 1-1         | Éliminatoires Euro 2008           |
| 7  | 11 octobre 2006   | Amsterdam (Pays-Bas)            | Albanie              | 2-1         | Éliminatoires Euro 2008           |
| 8  | 13 juin 2008      | Berne (Suisse)                  | France               | 4-1         | Euro 2008                         |
| 9  | 17 juin 2008      | Berne (Suisse)                  | Roumanie             | 2-0         | Euro 2008                         |
| 10 | 20 août 2008      | Moscou (Russie)                 | Russie               | 1-1         | Match amical                      |
| 11 | 19 novembre 2008  | Amsterdam (Pays-Bas)            | Suède                | 3-1         | Match amical                      |
| 12 | 19 novembre 2008  | Amsterdam (Pays-Bas)            | Suède                | 3-1         | Match amical                      |
| 13 | 28 mars 2009      | Amsterdam (Pays-Bas)            | Écosse               | 3-0         | Éliminatoires Coupe du monde 2010 |
| 14 | 5 septembre 2009  | Enschede (Pays-Bas)             | Japon                | 3-0         | Match amical                      |
| 15 | 26 mai 2010       | Fribourg-en-Brisgau (Allemagne) | Mexique              | 2-1         | Match amical                      |
| 16 | 26 mai 2010       | Fribourg-en-Brisgau (Allemagne) | Mexique              | 2-1         | Match amical                      |
| 17 | 1er juin 2010     | Rotterdam (Pays-Bas)            | Ghana                | 4-1         | Match amical                      |
| 18 | 5 juin 2010       | Amsterdam (Pays-Bas)            | Hongrie              | 6-1         | Match amical                      |
| 19 | 24 juin 2010      | Le Cap (Afrique du Sud)         | Cameroun             | 2-1         | Coupe du monde 2010               |
| 20 | 25 mars 2011      | Budapest (Hongrie)              | Hongrie              | 0-4         | Éliminatoires Euro 2012           |
| 21 | 29 mars 2011      | Amsterdam (Pays-Bas)            | Hongrie              | 5-3         | Éliminatoires Euro 2012           |
| 22 | 2 septembre 2011  | Eindhoven (Pays-Bas)            | Saint-Marin          | 11-0        | Éliminatoires Euro 2012           |
| 23 | 2 septembre 2011  | Eindhoven (Pays-Bas)            | Saint-Marin          | 11-0        | Éliminatoires Euro 2012           |
| 24 | 2 septembre 2011  | Eindhoven (Pays-Bas)            | Saint-Marin          | 11-0        | Éliminatoires Euro 2012           |
| 25 | 2 septembre 2011  | Eindhoven (Pays-Bas)            | Saint-Marin          | 11-0        | Éliminatoires Euro 2012           |
| 26 | 26 mai 2012       | Amsterdam (Pays-Bas)            | Bulgarie             | 1-2         | Match amical                      |
| 27 | 2 juin 2012       | Amsterdam (Pays-Bas)            | Irlande du Nord      | 6-0         | Match amical                      |
| 28 | 2 juin 2012       | Amsterdam (Pays-Bas)            | Irlande du Nord      | 6-0         | Match amical                      |
| 29 | 13 juin 2012      | Kharkiv (Ukraine)               | Allemagne            | 1-2         | Euro 2012                         |
| 30 | 7 septembre 2012  | Amsterdam (Pays-Bas)            | Turquie              | 2-0         | Éliminatoires Coupe du monde 2014 |
| 31 | 16 octobre 2012   | Bucarest (Roumanie)             | Roumanie             | 1-4         | Éliminatoires Coupe du monde 2014 |
| 32 | 22 mars 2013      | Amsterdam (Pays-Bas)            | Estonie              | 3-0         | Éliminatoires Coupe du monde 2014 |
| 33 | 26 mars 2013      | Amsterdam (Pays-Bas)            | Roumanie             | 4-0         | Éliminatoires Coupe du monde 2014 |
| 34 | 26 mars 2013      | Amsterdam (Pays-Bas)            | Roumanie             | 4-0         | Éliminatoires Coupe du monde 2014 |
| 35 | 11 juin 2013      | Pékin (Chine)                   | Chine                | 2-0         | Match amical                      |
| 36 | 6 septembre 2013  | Tallin (Estonie)                | Estonie              | 2-2         | Éliminatoires Coupe du monde 2014 |
| 37 | 10 septembre 2013 | Andorra La Vella (Andorre)      | Andorre              | 0-2         | Éliminatoires Coupe du monde 2014 |
| 38 | 10 septembre 2013 | Andorra La Vella (Andorre)      | Andorre              | 0-2         | Éliminatoires Coupe du monde 2014 |
| 39 | 11 octobre 2013   | Amsterdam (Pays-Bas)            | Hongrie              | 8-1         | Éliminatoires Coupe du monde 2014 |
| 40 | 11 octobre 2013   | Amsterdam (Pays-Bas)            | Hongrie              | 8-1         | Éliminatoires Coupe du monde 2014 |
| 41 | 11 octobre 2013   | Amsterdam (Pays-Bas)            | Hongrie              | 8-1         | Éliminatoires Coupe du monde 2014 |
| 42 | 17 mai 2014       | Amsterdam (Pays-Bas)            | Équateur             | 1-1         | Match amical                      |
| 43 | 31 mai 2014       | Rotterdam (Pays-Bas)            | Ghana                | 1-0         | Match amical                      |
| 44 | 13 juin 2014      | Salvador de Bahia (Brésil)      | Espagne              | 5-1         | Coupe du monde 2014               |
| 45 | 13 juin 2014      | Salvador de Bahia (Brésil)      | Espagne              | 5-1         | Coupe du monde 2014               |
| 46 | 18 juin 2014      | Porto Alegre (Brésil)           | Australie            | 3-2         | Coupe du monde 2014               |
| 47 | 13 juillet 2014   | Brasilia (Brésil)               | Brésil               | 0-3         | Coupe du monde 2014               |
| 48 | 10 octobre 2014   | Amsterdam (Pays-Bas)            | Kazakhstan           | 3-1         | Éliminatoires Euro 2016           |
| 49 | 16 novembre 2014  | Amsterdam (Pays-Bas)            | Lettonie             | 6-0         | Éliminatoires Euro 2016           |
| 50 | 13 octobre 2015   | Amsterdam (Pays-Bas)            | Tchéquie             | 2-3         | Éliminatoires Euro 2016           |

## Palmarès

### En club
- Avec le Feyenoord Rotterdam : 
  - Vainqueur de la Coupe de l'UEFA en 2002.
  - Vainqueur de la Coupe des Pays Bas en 2018.
  - Vainqueur de la Supercoupe des Pays-Bas en 2018.
  - Finaliste de la Coupe des Pays-Bas en 2003.

- Avec Arsenal : 
  - Vainqueur de la Coupe d'Angleterre en 2005.
  - Finaliste de la Ligue des Champions en 2006.
  - Finaliste de la League Cup en 2007 et 2011.

- Avec Manchester United : 
  - Champion d'Angleterre en 2013.
  - Vainqueur du Community Shield en 2013.

### Avec les Pays-Bas
- Finaliste de la Coupe du monde en 2010.
- Troisième de la Coupe du monde en 2014.

### Distinctions individuelles
- Élu 7e au classement du Ballon d'or en 2013.
- Meilleur buteur de l'histoire de la sélection néerlandaise (50 buts).
- Co-Meilleur buteur des éliminatoires de la Coupe du Monde 2014 : zone Europe (11 buts).
- Co-meilleur buteur des éliminatoires de la Coupe du Monde 2014 (11 buts) avec Luis Suárez et Deon McCaulay.
- Meilleur buteur de Premier League en 2012 (30 buts) avec Arsenal et en 2013 (26 buts) avec Manchester United.
- Meilleur passeur de Premier League en 2009 (10 passes) avec Arsenal.
- Élu meilleur espoir du Championnat des Pays-Bas en 2002.
- Élu meilleur joueur de l'année FWA de Premier League en 2012 avec Arsenal.
- Élu meilleur joueur de l'année PFA de Premier League en 2012 avec Arsenal.
- Membre de l'équipe-type de Premier League en 2012 et en 2013.
- Élu meilleur joueur du mois de Premier League en novembre 2005, en octobre 2009, en octobre 2011, en décembre 2012 et en avril 2013.
- Élu Sir Matt Busby Player Of The Year en 2013.
- Élu meilleur joueur d'Arsenal de la saison en 2008-2009 et en 2011-2012.
- 8e meilleur buteur de l'histoire d'Arsenal (133 buts).
- Auteur du but le plus rapide marqué par Arsenal en Premier League (28 secondes).
- Auteur du but le plus rapide marqué par Manchester United en Premier League (32 secondes).

## Vie privée
Robin van Persie grandit dans un quartier difficile de Rotterdam. Sa mère José Ras est peintre et son père Bob sculpteur, c'est d'ailleurs ce dernier qui élève son fils. Il a deux sœurs, Lilly et Kikai. Bien qu'encouragé par ses parents pour percer dans le domaine artistique, il opte jeune pour le football. Durant son enfance, il est renvoyé quelquefois des écoles qu'il fréquente à cause de son tempérament rebelle. Il est marié à une Néerlandaise d'origine marocaine, Bouchra Elbali. Ils vivaient avec leurs enfants Shaqueel et Dina Layla à Enfield au Nord de Londres, avant de déménager pour la Turquie.
En juin 2005, il est accusé d'avoir commis un viol sur un mannequin néerlandais de 25 ans. Il est brièvement emprisonné alors que la police est en quête de preuves puis libéré deux semaines plus tard. Robin van Persie est légalement disculpé de l'affaire en février 2006.